# Marikana
Marikana este un oraș din Africa de Sud.